# 廉洙政
廉洙政樞機（韓語：염수정；1943年12月5日—；聖名安德肋）是天主教首爾總教區榮休總主教，榮休北韓平壤教區宗座署理。他於2012年5月10日由教宗本篤十六世任命，接下屆齡退休的前任鄭鎮奭樞機的總主教職務，在此之前他也以輔理主教的身分服務該教區。2014年2月22日，廉洙政在羅馬由教宗方濟各拔擢為樞機。

## 簡傳
廉洙政生於安城一個多代的天主教家庭，其曾曾祖父母廉錫泰及金瑪利亞曾因朝鮮王朝對天主教的排斥而於1850年因教難而死。這個家族虔誠的背景使廉洙政在十五歲就決定進入修院以神職為人生目標，他的兩個弟弟也選擇成為神父。
他於1973年獲漢城總教區總主教金壽煥樞機按立為神父，並在漢城總教區供職。之後又繼續於韓國天主教大學攻讀輔導心理學教育系並取得碩士學位，並在菲律賓的東亞牧靈學院進修。他擔任司鐸期間除了擔任堂區主任神父外，亦先後在教區修院擔任院長一職和在主教公署擔任署長等職務，之後也加入過教區輔助主教的神父所組成的諮議會。
2001年12月1日，他獲教宗若望保祿二世任命為漢城總教區的輔理主教，領田波利（Thibiuca）領銜教區主教銜，並且於隔年的1月25日祝聖主教品。之後在2012年5月10日，他獲選為下一任的首爾總教區總主教，以接下年逾八十而選擇退休的前任總主教鄭鎮奭樞機的職責。 作為首爾總教區總主教他也擔任因受北韓政府打壓而無法運作的平壤教區的宗座署理。
2013年1月13日，教宗方濟各公布了他任內第一批拔擢的19位樞機之名單，廉洙政也在其中。同年2月22日他和同時獲選的樞機們一起在羅馬接受任命。廉樞機的領銜聖堂為圣基所恭圣殿。

## 牧徽

樞機牧徽

廉洙政總主教的牧徽在他拔擢為樞機後有所更動以符合樞機牧徽的格式，主要是把教會帽由總主教的綠色配上左右各十穗的模式改成樞機的紅色配上左右各十五穗的格式。
護盾上的圖樣為一隻鴿子及一顆大的六芒星，以及下半部的兩顆較小的六芒星，以及十字架等符號。鴿子代表聖神及和平，三色的彩虹分別代表信（綠）望（藍）愛（紫）三德。中央的星星代表聖母瑪利亞，兩顆小星則代表南北韓，藉此期許二韓的和平。十字架代表韓國的殉道者，兩個希臘字母A和Ω則是代表源自默示錄中耶穌用來自稱的用詞。
牧徽的格言「Amen. Veni, Domine Jesu!」為拉丁文，引用自《默示錄》第二十二章第二十節，中文可以翻作「亞孟。主耶穌，你來罷！」。